# GD-ROM
GD-ROM（Gigabyte Disc ROM）は、セガ・エンタープライゼスとヤマハが共同で開発した光ディスク。直径はCDと同じ12 cmであるが、記録密度を高めることにより約1 GBの容量を持つ。
セガの家庭用テレビゲーム機ドリームキャストや、後のセガ・インタラクティブにあたる部門の業務用システム基板NAOMI / NAOMI2 / chihiro / Triforceに採用された。

## フォーマット
GD-ROMはCDを基にしたディスクであり、2セッション目を高密度フォーマットで記録したマルチセッションディスクである。

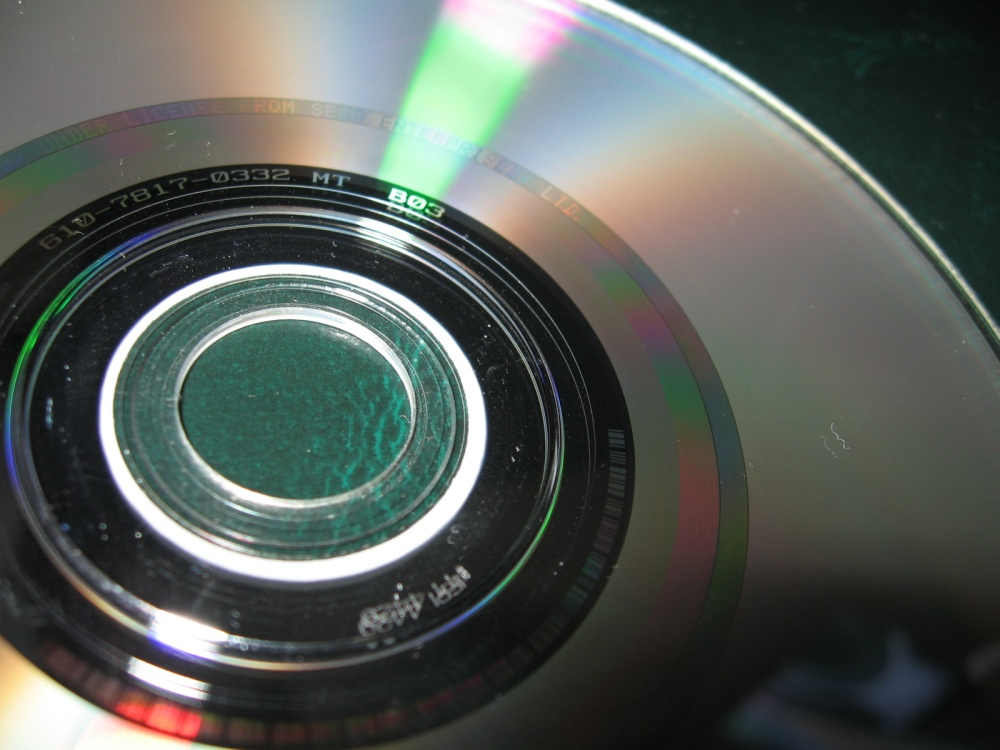
GD-ROMの記録面：3種類の領域に分かれているのが確認できる

物理フォーマットとしては大別して3つの領域に分けることができる。
内周の領域は音楽CD/CD-ROMと同じフォーマット（ISO 9660）である。内周部の容量は35 MB程度、CD-DAで約4分である。
外周部の高密度の部分は、一般のCD-ROMドライブで読むことはできない。外周部は10分の位置から開始される。また外周部は約984 MB（112分）の容量を持つ。内周と外周を合わせて1 GBの容量を実現している。
内周と外周の間にある領域にはデータは格納されておらず、記録面には代わりに権利関係の2つの英文が書かれている。なおこの英文はセガサターン用のCD-ROMでも使われていた。

## 記録内容
ドリームキャスト用ソフトの場合であれば、内周部にはソフトの概要などを記述したテキストファイルが3つと、一般のCDプレイヤーで再生しないよう注意を喚起する音声が収録されている。標準の警告メッセージは以下の通り。
- ドリームキャスト向けのGD-ROMは「これは、ドリームキャスト用のゲームディスクです。1トラック目に、ゲームのデータが入っていますので、再生しないでください。」であるが、ゲームキャラによる専用の警告メッセージを用意している場合もある。またPC向けのおまけデータが入っている場合もある。
- NAOMI向けのGD-ROMは「これはNAOMI用のGD-ROMゲームディスクです。ドリームキャストでは動作しません。1トラック目に、ゲームのデーターが入っていますので、再生しないでください。This is a game disc for NAOMI GD-ROM system. You can not play this with the Dreamcast. The first track contains game data, so do not play this with a CD player.[要検証 – ノート]」と流れる。
- Triforce向けのGD-ROMは「これは、GD-ROMゲームディスクです。1トラック目に、ゲームのデータが入っていますので、再生しないでください。This is a game disc for a GD system. The first track contains game data, please do not play with a CD player.」と流れる。

なおGD-ROMでは読み出しの効率を高めるため、ディスクのピックアップ上の通過速度が速くなる最外周部から順にゲームデータを記録している。つまり、ゲームデータ自体のサイズが小さい場合でもデータは最外周まで記録されていることになる。第2セッション（高密度記録部）の内周側は通常「0」が延々と続くダミートラックで埋められており、実際のゲームデータはその後に続いている。

## 違法コピー
独自のフォーマットを採用した理由には、大容量化の他に不正コピー対策という側面もあった。しかし、ドリームキャストのシステムにプロテクトがかけられていないCD-Rで任意コード実行が可能となるセキュリティホールが発見され、シリアルポートやブロードバンドアダプタを経由したデータ転送を使用してGD-ROMからCD-Rへメディア変換を行う不正コピーが横行した。